# Alexander Iwanowitsch Timoschinin
Alexander Iwanowitsch Timoschinin (russisch Александр Иванович Тимошинин; * 20. Mai 1948 in Moskau; † 26. November 2021) war ein Ruderer aus der Sowjetunion. Er gewann zwei olympische Medaillen.
Der für Dynamo Moskau rudernde Timoschinin gewann 1968 seinen ersten sowjetischen Meistertitel, nachdem der zwölf Jahre ältere Anatoli Sass mit ihm einen Doppelzweier bildete. Bei den Olympischen Spielen 1968 siegten die beiden Russen auf der Regattastrecke in Xochimilco mit einer Sekunde Vorsprung.
Zu Beginn der Olympiasaison 1972 bildete Timoschinin mit dem 1949 geborenen Leningrader Gennadi Korschikow einen neuen Doppelzweier. Bei den Olympischen Spielen gewannen die beiden mit weniger als einer Sekunde Vorsprung. Timoschinin hatte damit seine zweite olympische Goldmedaille gewonnen. 1973 wurden Timoschinin und Korschikow Zweite bei der Europameisterschaft.